# Децим Абурий Бас
Децим Абурий Бас (на латински: Decimus Aburius Bassus) e е политик и сенатор на Римската империя през 1 век. Произлиза от фамилията Абурии.
През септември и октомври 85 г. Абурий Бас е суфектконсул заедно с Квинт Юлий Балб.